# Takydromus amurensis
Takydromus amurensis är en ödleart som beskrevs av  Peters 1881. Takydromus amurensis ingår i släktet Takydromus och familjen lacertider. Inga underarter finns listade i Catalogue of Life.
Ödlan förekommer i östra Sibirien i Ryssland, nordöstra Kina och på Koreahalvön. Den vistas i kulliga regioner och bergstrakter mellan 200 och 1000 meter över havet. Individerna lever i skogar, buskskogar och på bergsängar med några barrträd. De besöker ibland jordbruksmark som risodlingar. Fortplantningen sker vanligen i maj och i norra delen av området kan det förekomma två äggläggningar per år. Vanligen läggs 2 till 8 ägg och ibland upp till 23 ägg. Ungarna kläcks vid senare augusti. De blir könsmogna efter tre år.
Regionalt kan skogsröjningar påverka beståndet. Hela populationen anses vara stabil. IUCN listar arten som livskraftig (LC).